# Simone Bevilacqua
Pour les articles homonymes, voir Bevilacqua.
Simone Bevilacqua, né le 22 février 1997 à Thiene, est un coureur cycliste italien.

## Biographie
Inspiré par son père, lui-même ancien coureur cycliste, Simone Bevilacqua commence le vélo à l'âge de six ans (G1).
En 2014, il est sacré champion d'Italie du scratch sur piste chez les juniors (moins de 19 ans). L'année suivante, il devient champion d'Italie du contre-la-montre juniors et termine deuxième de la course en ligne. Il s'impose également sur le Gran Premio dell'Arno, course de niveau international. 
En 2016 et 2017, il court chez les espoirs au sein des équipes Colpack et Zalf Euromobil Désirée Fior. Lors de sa deuxième saison, il se distingue chez les amateurs italiens en obtenant quatre victoires. Sur le calendrier continental, il termine huitième de La Popolarissima et deuxième du classement des sprints au Girobio, grâce à des échappées. 
Il passe professionnel à partir de 2018 au sein de l'équipe continentale professionnelle Wilier Triestina-Selle Italia. L'année suivante, il remporte une étape du Tour de Langkawi, sa première victoire chez les professionnels. 
En 2020, il se classe septième du championnat d'Italie du contre-la-montre et participe au Tour d'Italie, son premier grand tour. Au terme d'une saison perturbée par la pandémie de Covid-19, il prolonge une saison supplémentaire avec la Vini Zabù.

## Palmarès et résultats

### Palmarès amateur
- 2014
  -  Champion d'Italie du scratch juniors
  - 3e du championnat d'Italie de poursuite par équipes juniors
- 2015
  -  Champion d'Italie du contre-la-montre juniors
  - Gran Premio dell'Arno
  - 2e du Gran Premio Sportivi di Sovilla
  - 2e du championnat d'Italie sur route juniors
  - 2e du championnat d'Italie de poursuite par équipes juniors
- 2017
  - Trophée Ceda
  - Trophée Almar
  - Alta Padovana Tour
  - Crono Camerata Picena
  - 2e du Trofeo Papà Cervi
  - 2e du championnat d'Italie du contre-la-montre par équipes espoirs

### Palmarès professionnel
- 2019
  - 7e étape du Tour de Langkawi

### Résultats sur les grands tours

#### Tour d'Italie
1 participation
- 2020 : 127e

### Classements mondiaux
| Année                                 | 2017  | 2018 | 2019 | 2020  | 2021  | 2022 | 2023  |
| ------------------------------------- | ----- | ---- | ---- | ----- | ----- | ---- | ----- |
| Classement mondial                    | 2523e | nc   | nc   | 1768e | 2718e | nc   | 2769e |
| UCI Europe Tour                       | 1658e | nc   | nc   | 1303e | 1774e | nc   | nc    |
|                                       |       |      |      |       |       |      |       |
| Légende : nc = non classéSource : UCI |       |      |      |       |       |      |       |